# SPAD S.VII
El SPAD S.VII fue un caza biplano francés de la Primera Guerra Mundial. Fabricado por la Société Pour l´Aviation et ses Dérivés. Se caracterizaba por su robustez y su buen desempeño en el ascenso y descenso. Fue fabricado en 1916 y en ese mismo año entró en servicio. Además de Francia, fue adoptado por las fuerzas aéreas de Gran Bretaña y en los Estados Unidos como avión de caza y entrenamiento. 
Gracias a este avión y otros modelos los franceses pudieron defenderse de los ataques aéreos de los bombarderos bimotores alemanes Gotha.

## Desarrollo y diseño

### Orígenes

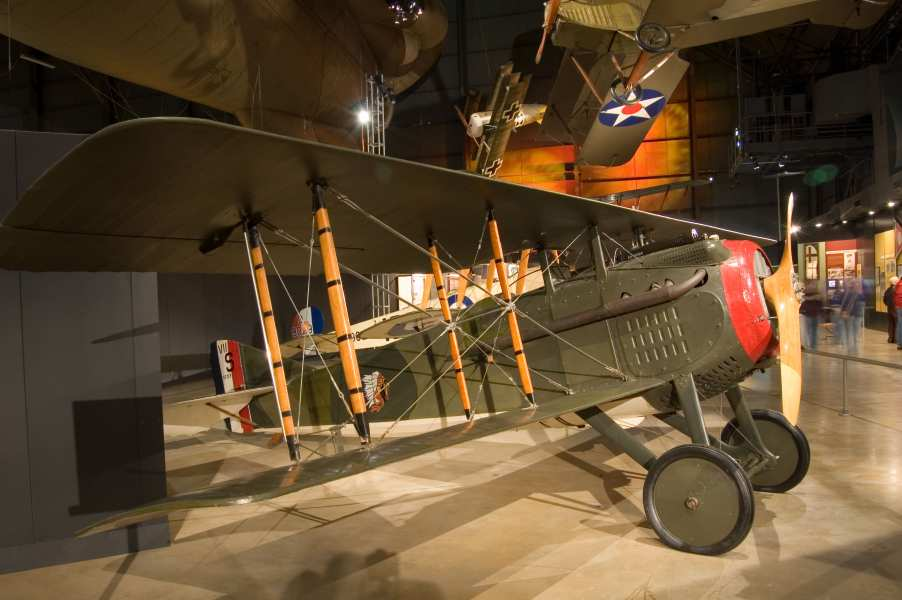
SPAD S.VII en el Museo Nacional de la Fuerza Aérea de Estados Unidos

Tras la poco estimulante experiencia de la serie SPAD A.1 / A.5, Louis Béchereau adoptó una disposición bastante más convencional para su biplano monoplaza tractor S.V, que voló por primera vez hacia finales de 1915.
Este aparato sería, en realidad, el prototipo del SPAD S.VII, que se convirtió en el primer avión militar de éxito de la compañía.
Con una estructura de madera revestida íntegramente en tela a excepción de los paneles metálicos que recubrían la sección delantera del fuselaje, el S.VII presentaba tren de aterrizaje clásico, fijo y con patín de cola, y un radiador frontal redondo para su motor Hispano-Suiza V8.
Puesto en vuelo por primera vez en abril de 1916, el S.VII tenía una célula excepcionalmente limpia para la época, y ello, combinado con la potencia y fiabilidad del motor español Hispano-Suiza, aseguró que este modelo fuese rápidamente elegido para entrar en producción.
Las entregas de la primera versión, propulsada por un motor lineal Hispano-Suiza 8Aa de 150 cv, comenzaron en septiembre de 1916, y en el transcurso del primer año, se habían montado ya 500 ejemplares.
La segunda variante de serie, que introducía el más potente (180 CV) motor 8Ac y alas de envergadura algo mayor, que construida por SPAD y por compañías subcontratadas hasta un total de 6.000 aparatos.
Además de los S.VII empleados en grandes cantidades por los servicios militares franceses, este modelo sirvió también en las filas del Royal Flying Corps y del Royal Air Service, el 5.º Escuadrón belga, cinco squadriglie italianas (214 aparatos), la Fuerza Expedicionaria Estadounidense (189 aviones) y en unidades rusas (43 ejemplares).
En 1917 alzaron el vuelo dos aviones de desarrollo, uno propulsado por el motor Renault 12D y el otro por el Hispano-Suiza 8Bc de 200 CV.
Fue el segundo aparato el que, tras ser armado con un cañón de 37 mm en adición a su ametralladora Vickers estándar, fue denominado SPAD S.XII. Puesto en vuelo en forma de prototipo el 5 de julio de 1917, el SPAD S.XII se construyó en un total de 300 ejemplares, algunos de ellos con el motor Hispano-Suiza 8Bec de 220 CV.
Muchos S.VII fueron empleados en cometidos civiles en la posguerra, la mayoría en misiones de entrenamiento e incluso algunos hasta 1928.
Los últimos derivados de la serie fueron los SPAD 62 y SPAD 72 que, puestos en vuelo en 1923, estaban previstos específicamente para tareas de enseñanza.

## Operadores

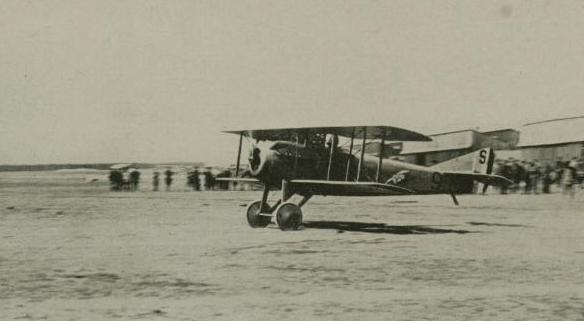
SPAD S.VII.

- Bélgica (15 aviones)
- Brasil
- Checoslovaquia (70–80)
- Chile (1)
- Estados Unidos (189)
- Estonia (2)
- Finlandia (1)
- Francia
- Grecia
- Italia (214)
- Japón
- Países Bajos (1)

 Perú (2)
- Polonia (posguerra)
- Portugal
- Reino Unido (185)
- Royal Air Force
- Royal Flying Corps
  - N.º 17 squadron RFC
  - N.º 19 Squadron RFC
  - N.º 23 Squadron RFC
  - N.º 30 Squadron RFC
  - N.º 63 squadron RFC
  - N.º 72 Squadron RFC
  - N.º 92 Squadron RFC
- Rumania
- Rusia (43)
- Serbia
- Siam (Tailandia)
- Ucrania (2)
- Uruguay
- Yugoslavia

## Especificaciones (S. VII)
Referencia datos: Sharpe

### Características generales
- Tripulación: 1
- Longitud: 6,1 m (19,9 ft)
- Envergadura: 7,8 m (25,6 ft)
- Altura: 2,2 m (7,2 ft)
- Superficie alar: 19,2 m² (206,7 ft²)
- Peso vacío: 510 kg (1124 lb)
- Peso máximo al despegue: 740 kg (1631 lb)
- Planta motriz: 1× motor en V Hispano-Suiza 8Aa.
  - Potencia:

### Rendimiento
- Velocidad máxima operativa (Vno): 192 km/h (119 MPH; 104 kt)
- Alcance: 360 km (194 nmi; 224 mi)
- Techo de vuelo: 5335 m (17 503 ft)
- Régimen de ascenso: 7,4 m/s (1457 ft/min)

### Armamento
- Ametralladoras: 1× Vickers cal. 7,7 mm

### Desarrollos relacionados
- SPAD S.XII
- SPAD S.XI
- SPAD S.XIII

### Secuencias de designación
S.V ->S.VII ->S.VIII ->S.IX ->S.XI

### Listas relacionadas
- Anexo:Cazas de la Primera Guerra Mundial
- Anexo:Lista de biplanos